# Конні Бріттон
Констанс Елейн (Конні) Бріттон (англ. Constance Elaine ‘Connie’ Britton, до шлюбу Вомак (англ. Womack); нар. 6 березня 1967, Бостон, Массачусетс, США) — американська акторка, співачка і продюсерка. Здобула популярність роллю Ніккі Фабер у комедійному серіалі каналу ABC «Спін-Сіті» (1996—2000). З 2006 по 2011 рік вона грала роль Тамі Тейлор у драматичному телесеріалі NBC «Нічні вогні п'ятниці», яка принесла їй визнання критиків і дві номінації на премію «Еммі» в категорії «Найкраща акторка драматичного серіалу». У 2011 році Бріттон зіграла роль Вів'єн Гармон у серіалі FX «Американська історія жахів», за яку вона була також номінована на премію «Еммі». З 2012 по 2018 рік виНконувала головну роль Рейни Джеймс у музично-драматичному серіалі ABC «Нешвілл», за яку була номінована на премії «Золотий глобус» і «Еммі». У 2018-2019 роках зіграла роль Дебри Ньюелл у драматичному кримінальному серіалі «Брудний Джон», за яку знову була номінована на «Золотий глобус». Також від 2018 року виконує одну із головних ролей, оператора служби порятунку Еббі Кларк, в серіалі «9-1-1».

## Ранні роки
Констанс Уомак народилася у Бостоні, штат Массачусетс у родині фізиків — Лінди та Аллена Уомак. У віці семи років разом з батьками та сестрою-близнючкою переїхала до Лінчберга, Вірджинія, де вона навчалася в EC Glass High School. Пізніше Конні вивчала азіатську культуру в Дартмутському коледжі, а після його закінчення, в 1989 році, переїхала в Нью-Йорк, де два роки провела вивчаючи акторську майстерність в Neighborhood Playhouse Сенфорда Мейснера.

## Кар'єра
Конні Бріттон дебютувала у театрі під час свого навчання у Neighborhood Playhouse у п'єсі «Ця дівчина». Хоча вона отримала хороші відгуки від критиків за свою гру, її майбутнє в Neighborhood Playhouse було поставлене під загрозу, оскільки студентам було заборонено виступати під час навчання. Зрештою, вона закінчила навчання і наступні два роки виступала в різних офф-бродвейських постановках. Щоб оплачувати оренду квартири, підробляла інструктором з аеробіки в Нью-Йорку і між тим шукала агента.
У 1995 році Конні дебютувала на екрані в незалежному низькобюджетному фільмі «Брати Макмаллен», який мав несподіваний успіх як у критиків, так і в прокаті, зібравши понад десять мільйонів доларів США з бюджетом всього у двадцять п'ять тисяч. Після успіху фільму вона переїхала до Лос-Анджелеса, де незабаром отримала другорядну роль у комедійному серіалі "Еллен, а також знялася у двох телевізійних пілотах, які не отримали зелене світло на подальше виробництво.
У березні 1996 року Конні вирушила на прослуховування однією з головних ролей у пілоті комедійного серіалу й зрештою її отримала. У комедійно-політичному серіалі каналу ABC «Спін-Сіті» про працівників мерії Нью-Йорка, Бріттон виконувала роль Ніккі Фабер, доброго, але невротичного бухгалтера та подруги персонажа Майкла Джей Фокса. Серіал досяг критичного та рейтингового успіху, а Бріттон отримувала похвалу критиків за виконання ролі сильної, але в той самий час привабливої для глядача героїні. Між роботою в серіалі вона знялася у фільмах «Зворотне застереження» та «Не озираючись назад». Бріттон знімалася в «Спін-Сіті» протягом чотирьох сезонів, до 2000 року і залишила його у фіналі сезону.
Після виходу зі «Спін-Сіті» Конні Бріттон знялася комедійному серіалі NBC «Боротьба Фіцджералдс» у 2001 році. У тому року вона з'явилася в чотирьох епізодах політичної драми «Західне крило» у ролі Конні Тейл, члена передвиборчої кампанії, і навіть зіграла роль Гертруди Темпл, матері Ширлі Темпл, у телефільмі «Історія Ширлі Темпл». Раніше того ж року вона відіграла головну роль у романтичній комедії «Шедевр» із Марін Хінкль. У наступному 2002 році відіграла головну роль у ситкомі — «Втрачені будинки» каналу ABC, який був закритий після чотирьох епізодів у зв'язку зі смертю Грегорі Хайнса, що також знімався в шоу. Після цього вона знялася в кінофільмах, таких як «Вогні нічної п'ятниці» та «У пошуках Кітті». У «Вогні нічної п'ятниці» вона зіграла роль дружини героя Кайла Чендлера, а в «У пошуках Кітті» знову возз'єдналася з Едвардом Бернсом, з яким 1995 року знялася у фільмі «Брати Макмаллен».
2006 року вона знялася в п'ятому сезоні серіалу «24 години», де виконала роль Діани Хакслі, подруги головного героя Джека Бауера (Кіфер Сазерленд).
У 2006 році Бріттон почала грати роль Тамі Тейлор у драматичному телесеріалі каналу NBC «Вогні нічної п'ятниці», телевізійної версії однойменного фільму 2004 року, де актриса зіграла роль дружини головного героя у виконанні Кайла Чендлера. Бріттон отримала добрі відгуки за свою гру. Критики одноголосно хвалили гру акторки й сам проєкт, Бріттон щорічно була претендентом у номінанти на премію «Еммі», проте вперше була висунута на нагороду в категорії «Найкраща актриса в драматичному телесеріалі» у 2010. У 2011 році вона знову номінувалася на «Еммі», проте не виграла премію, а сам серіал висувався на здобуття премії у категорії «Найкращий драматичний серіал».
Після завершення серіалу «Вогні нічної п'ятниці» у 2011 році, Конні Бріттон, була запрошена на роль Вів'єн Хармон у першому сезоні серіалу-антології каналу FX та Раяна Мерфі — «Американська історія жахів». Серіал був добре прийнятий більшістю критиків, а також отримав низку нагород та номінацій. У 2012 році Бріттон була номінована на премію «Еммі» за найкращу жіночу роль у міні-серіалі або фільмі за свою роль у серіалі.
У 2012 році Бріттон виконала головну роль Рейни Джеймс у музично-драматичному серіалі каналу ABC «Нешвілл». Ще до прем'єри серіал зібрав ряд сприятливих відгуків від телевізійних критиків й лідирував за кількістю позитивних відгуків серед осінніх прем'єр, а Бріттон називали однією з найцікавіших осіб телевізійного сезону. За гру старіючої співачки, Бріттон, знову отримала похвалу критиків, які зійшлися на думці про універсальність актриси та її номінацію на «Еммі» у 2013 році. Окрім номінації на «Еммі», у 2013 році акторку також вперше було номіновано на премію «Золотий глобус» за найкращу жіночу роль у телевізійному серіалі — драма. Серіал проіснував шість сезонів та був закритий у 2018 році.
Бріттон зіграла Трейсі Салліван у комедійній драмі 2014 року "Далі живіть самі.
У 2016 році Конні возз'єдналася Раяном Мерфі у його серіалі "Народ проти О. Джея Сімпсона: «Американська історія злочинів» у ролі Фей Резнік.
2017 року знялася в ролі Еллі в комедійному серіалі «СМІЛФ».
2018 року вона знялася у комедійно-драматичному фільмі «Земля стійких звичок».
Також 2018 року Бріттон почала зніматися в ролі оператора служби порятунку Еббі Кларк у процесуальній драмі «9-1-1», що стало для неї третьою співпрацею з Раяном Мерфі. У тому ж році вона повернулася до «Американської історії жахів», у восьмому сезоні «Апокаліпсис», повторно виконавши роль Вів'єн Хармон. Вона також знялася в ролі Дебри Ньюелл у серіалі "Брудний Джон, за що 2019 року отримала другу в кар'єрі номінацію на «Золотий глобус».
У січні 2021 року в прокат вийшов трилер «Дівчина, яка подає надії». Конні Брітон зіграла у картині роль Дін Вокер.

## Особисте життя
Бріттон використовує своє шлюбне прізвище як сценічний псевдонім. Вона зустріла інвестиційного банкіра Джона Бріттона в Alpha Delta House Дартмутського коледжу. Вони разом переїхали на Мангеттен у 1989 році, одружилися 5 жовтня 1991 року та розлучилися в 1995 році.
Перебуваючи в Дартмуті наприкінці 1980-х, Бріттон вивчала китайську мову та жила влітку в Пекіні з майбутньою сенаторкою США Кірстен Гіллібранд. У 2012 році в інтерв'ю телеканалу NPR Бріттон сказала про свій досвід: «Я завжди хотіла бути акторкою. Але коли я пішла до коледжу, мені потрібно було виконати вимогу щодо знання мови, тому я подумала, що було б дуже круто робити це, розмовляючи китайською. Сьогодні мій спів кращий, ніж моя китайська».
У листопаді 2011 року Бріттон всиновила хлопчика з Ефіопії.
У 2012 році, підписавши контракт роль у музичній драмі ABC/CMT «Нешвілл», Бріттон переїхала до Нешвілла, штат Теннессі.
У січні 2023 року Бріттон підтвердила трирічні стосунки з телевізійним продюсером Девідом Віндзором.

## Фільмографія

### Фільми
| Рік  |    | Українська назва              | Оригінальна назва                         | Роль                       |
| ---- | -- | ----------------------------- | ----------------------------------------- | -------------------------- |
| 1995 | ф  | Брати Макмаллени              | The Brothers McMullen                     | Моллі Макмаллен            |
| 1998 | ф  | Не озирайся назад             | No Looking Back                           | Келлі                      |
| 2001 | ф  | Одноокий король               | One Eyed King                             | Гелен Рейлі                |
| 2001 | ф  | Авантюра                      | The Next Big Thing                        | Кейт Кроулі                |
| 2004 | ф  |                               | Looking for Kitty                         | Марсі Петрачеллі           |
| 2004 | ф  | У променях слави              | Friday Night Lights                       | Шерон Гейнс                |
| 2005 | ф  |                               | Special Ed                                | Еббі                       |
| 2005 | ф  |                               | The Life Coach                            | Конні                      |
| 2006 | ф  |                               | The Lather Effect                         | Валінда                    |
| 2006 | ф  | Остання зима                  | The Last Winter                           | Еббі Селлерс               |
| 2009 | ф  | Жінка в біді                  | Women in Trouble                          | Доріс Гантер               |
| 2010 | ф  | Кошмар на вулиці В'язів       | A Nightmare on Elm Street                 | докторка Гвендолін Голбрук |
| 2011 | ф  | Концепція                     | Conception                                | Глорія                     |
| 2012 | кф |                               | Wing It Parenthood                        | Шарон Шошоннесі            |
| 2012 | ф  | Шукаю друга на кінець світу   | Seeking a Friend for the End of the World | Діана                      |
| 2012 | ф  |                               | The Fitzgerald Family Christmas           | Нора Фіцджеральд           |
| 2013 | ф  | Ангели співають               | Angels Sing                               | Сьюзен Вокер               |
| 2013 | ф  | З ким переспати?!!            | The To Do List                            | Джин Кларк                 |
| 2014 | ф  |                               | This Is Where I Leave You                 | Трейсі Салліван            |
| 2015 | ф  | Я, Ерл і та, що помирає       | Me and Earl and the Dying Girl            | Марла Гейнс                |
| 2015 | ф  | Ультраамериканці              | American Ultra                            | Вікторія Лассетер          |
| 2017 | ф  | Беатріс за вечерею            | Beatriz at Dinner                         | Кеті                       |
| 2017 | ф  | Професор Марстон і Диво-жінки | Professor Marston and the Wonder Women    | Джозетт Франк              |
| 2018 | ф  |                               | The Land of Steady Habits                 | Барбара                    |
| 2019 | ф  | Мустанґ                       | The Mustang                               | психологиня                |
| 2019 | ф  | Сенсація                      | Bombshell                                 | Бет Ейлс                   |
| 2020 | ф  | Перспективна дівчина          | Promising Young Woman                     | Елізабет Вокер             |
| 2020 | ф  | Джо Белл                      | Joe Bell                                  | Лола Белл                  |
| 2022 | ф  | 892                           | 892                                       | Ліза Ларсон                |
| 2022 | ф  | Найщасливіша дівчина на світі | Luckiest Girl Alive                       | Діна                       |

### Телебачення
| Рік       |    | Українська назва                          | Оригінальна назва                       | Роль             |
| --------- | -- | ----------------------------------------- | --------------------------------------- | ---------------- |
| 1995—1996 | с  | Еллен                                     | Ellen                                   | Гізер            |
| 1995      | с  | Шпильки і голки                           | Pins and Needles                        | Кеммі Барбаш     |
| 1996      | тф | Зворотня відмовка                         | Escape Clause                           | Леслі Буллард    |
| 1996—2000 | с  | Спін-Сіті                                 | Spin City                               | Ніккі Фабер      |
| 1998      | с  | Купідон                                   | Cupid                                   | Мадлен           |
| 2000—2001 | с  | Утікач                                    | The Fugitive                            | Меґі Кімбл Юм    |
| 2001      | с  | Західне крило                             | The West Wing                           | Конні Тейт       |
| 2001      | тф | Історія Ширлі Темпл                       | Child Star: The Story of Shirley Temple | Гертруда Темпл   |
| 2003      | с  | Загублені в будинку                       | Lost at Home                            | Рейчел Девіс     |
| 2005      | с  | Перехідний вік                            | Life as We Know It                      | Діанна           |
| 2006      | с  | 24                                        | 24                                      | Діана Гакслі     |
| 2006—2011 | с  | Нічні вогні п'ятниці                      | Friday Night Lights                     | Тамі Тейлор      |
| 2011      | с  | Американська історія жаху: Будинок-убивця | American Horror Story: Murder House     | Вів'єн Гармон    |
| 2012—2018 | с  | Нешвілл                                   | Nashville                               | Рейна Джеймс     |
| 2013      | с  | П'яна історія                             | Drunk History                           | Патрісія Шахін   |
| 2014      | с  | Сім'янин                                  | Family Guy                              | камео            |
| 2016      | с  | Американська історія злочинів             | American Crime Story                    | Фей Реснік       |
| 2017      | с  | Американський тато!                       | American Dad!                           | камео            |
| 2017—2019 | с  | СМІЛФ                                     | SMILF                                   | Еллі             |
| 2018—2020 | с  | 9-1-1                                     | 9-1-1                                   | Еббі Кларк       |
| 2018      | с  | Американська історія жаху: Апокаліпсис    | American Horror Story: Apocalypse       | Вів'єн Гармон    |
| 2018      | с  | Брудний Джон                              | Dirty John                              | Дебра Ньюелл     |
| 2021      | с  | Білий лотос                               | The White Lotus                         | Ніколь Моссбахер |
| 2023      | с  | Милий Едварде                             | Dear Edward                             | Ді Ді            |

## Нагороди та номінації
| Нагорода                               | Рік  | Категорія                                                       | Робота                                    | Результат |
| -------------------------------------- | ---- | --------------------------------------------------------------- | ----------------------------------------- | --------- |
| Золотий глобус                         | 2013 | Найкраща жіноча роль у телесеріалі — драма                      | Нешвілл                                   | Номінація |
| Золотий глобус                         | 2019 | Найкраща жіноча роль мінісеріалу або телефільму                 | Брудний Джон                              | Номінація |
| Еммі                                   | 2010 | Найкраща жіноча роль у драматичному телесеріалі                 | Нічні вогні п'ятниці                      | Номінація |
| Еммі                                   | 2011 | Найкраща жіноча роль у драматичному телесеріалі                 | Нічні вогні п'ятниці                      | Номінація |
| Еммі                                   | 2012 | Найкраща жіноча роль у мінісеріалі або телефільмі               | Американська історія жаху: Будинок-убивця | Номінація |
| Еммі                                   | 2013 | Найкраща жіноча роль у драматичному телесеріалі                 | Нешвілл                                   | Номінація |
| Еммі                                   | 2022 | Найкраща жіноча роль другого плану в мінісеріалі або телефільмі | Білий лотос                               | Номінація |
| Премія Гільдії кіноакторів США         | 2020 | Найкращий акторський склад в ігровому кіно                      | Сенсація                                  | Номінація |
| Супутник                               | 2010 | Найкраща жіноча роль у телесеріалі — драма                      | Нічні вогні п'ятниці                      | Перемога  |
| Супутник                               | 2011 | Найкраща жіноча роль у телесеріалі — драма                      | Нічні вогні п'ятниці                      | Номінація |
| Супутник                               | 2012 | Найкраща жіноча роль у телесеріалі — драма                      | Нешвілл                                   | Номінація |
| Кінопремія «Вибір критиків»            | 2020 | Найкращий акторський склад у кіно                               | Сенсація                                  | Номінація |
| Вибір телевізійних критиків            | 2011 | Найкраща жіноча роль у драматичному телесеріалі                 | Нічні вогні п'ятниці                      | Номінація |
| Вибір телевізійних критиків            | 2019 | Найкраща жіноча роль у мінісеріалі або телефільмі               | Брудний Джон                              | Номінація |
| Премія Асоціації телевізійних критиків | 2007 | Індивідуальні досягнення в драмі                                | Нічні вогні п'ятниці                      | Номінація |
| Премія Асоціації телевізійних критиків | 2008 | Індивідуальні досягнення в драмі                                | Нічні вогні п'ятниці                      | Номінація |
| HCA TV Awards                          | 2022 | Найкраща акторка другого плану в мінісеріалі або телефільмі     | Білий лотос                               | Номінація |
| Готем                                  | 2007 | Найкращий акторський склад                                      | Остання зима                              | Номінація |